# آگوتی مکزیکی
آگوتی مکزیکی (نام علمی: Dasyprocta mexicana) نام یک گونه از سرده آگوتی است. این گونه در جنگل‌های همیشه‌سبز زمینهای پست در جنوب مکزیک یافت می‌شود. این گونه همچنین نیز به کوبا معرفی شده‌است. این حیوان به علت تخریب زیستگاه در معرض انقراض قرار گرفته‌است.